# Caserne de la Pépinière
La caserne de la Pépinière, aussi appelée jadis caserne de la Pologne, est une ancienne caserne située dans le 8e arrondissement de Paris.

## Situation et accès
La caserne est située entre la rue de Laborde (au no 15), au nord, la place Saint-Augustin, à l'ouest, et la rue de la Pépinière qui lui donne son nom, au sud.

## Historique
La caserne de la Pépinière, aussi appelée jadis « caserne de la Pologne » en référence à la Petite-Pologne, est construite par Claude-Martin Goupy en 1763, pour servir de casernement aux Gardes françaises, puis largement reconstruite au XIXe siècle. La brigade du général Canrobert stationne dans cette caserne en 1852. Le général Joffre, commandant la 6e division d'infanterie, y a son état-major de 1906 à 1908 (plaque commémorative au 8, place Saint-Augustin). La caserne était constituée de deux corps de bâtiments parallèles le long de la rue de Laborde au nord et de la rue de la Pépinière au sud et d'un troisième bâtiment indépendant en fond de cour à l'est. L'entrée sur la place Saint-Augustin était constituée deux pavillons encadrant un portail et reliés aux corps de bâtiments principaux par une grille.
La caserne est en grande partie démolie à partir de 1925 pour laisser place au prestigieux immeuble du Cercle national des armées, construit par l'architecte Charles Lemaresquier et achevé en 1927. Le corps de bâtiment sur la rue de Laborde est conservé.
Pendant la Seconde Guerre mondiale, la caserne abrite le Centre de départ des travailleurs français pour l'Allemagne qui sont soumis au Service du travail obligatoire. Charlotte Abonnen, secrétaire médicale au Service médical du centre, falsifie des certificats ou en établit de faux  et permet ainsi à des milliers de personnes d'échapper au départ en Allemagne. Dénoncée, elle est arrêtée, torturée et déportée au camp de concentration nazi de Ravensbrück.
L'ancienne caserne de la Pépinière est vendue en 2014 par la Marine nationale,, qui la quitte en 2016. Le site est restructuré par Philippe Chiambaretta pour abriter le siège du cabinet d'avocats international Gide Loyrette Nouel. L'aile historique de la caserne (rue de Laborde) est restaurée, tandis que le bâtiment sur cour, construit en 1948, est démoli afin d'ériger un immeuble de bureaux. Les deux immeubles sont reliés par un pavillon.